# Санта-Мария-Маджоре (Флоренция)
Са́нта-Мари́я-Маджо́ре (итал. La chiesa di Santa Maria Maggiore — церковь Святой Марии Главная) — католическая церковь в историческом центре Флоренции, Тоскана, Италия, одна из старейших церквей города, основанная в X веке или ранее.

## История
Легенда повествует об основании храма в VI веке папой Пелагием II, но она не имеет исторической основы. Первое письменное упоминание о церкви относится к 931 году. В это время храм был крупнейшей во Флоренции церковью, посвященной Деве Марии, за что и получил своё название.
В 1176 году церковь стала коллегиальной, а в 1184 получила покровительство папы Луция III, подтвержденное в 1186 году Урбаном III. В XIII веке храм отошёл цистерианцам и был ими перестроен в готическом стиле. Возможно, строительством руководил Арнольфо ди Камбио. Участие некого «мастера Буоно», упоминаемого Вазари, вероятно, легенда.
В 1521 году храм перешёл к кармелитам, а в 1596 была начата реконструкция интерьера под руководством сначала Бернардо Буонталенти, а затем Герардо Сильвани. Работы были завершены около 1606 года.
В XVII веке кампанила (колокольня) была понижена, а внутреннее убранство храма было дополнено алтарными табернаклями.
В ходе реставрации в начале XX века из центрального нефа было удалено барочное убранство, чтобы восстановить его готический облик.
В наше время церковь принадлежит приходу, а в бывшем монастыре проводятся выставки и другие культурные мероприятия.

## Архитектура и внутреннее убранство
Три нефа храма разделены колоннами квадратного сечения и перекрыты крестовыми сводами.
Наружные стены храма мало украшены. Главный портал, сохранивший готический облик, расположен по центру западного фасада, над ним — круглый окулюс. Слева от входа — оставшаяся часть первоначальной романской кампанилы. В её верхней части можно увидеть мраморную голову женщины — бюст позднеримской эпохи. Происхождение этого бюста, называемого «Бертой», неизвестно. С ним связаны многочисленные легенды.
В то время как два боковых нефа богато украшены фресками и лепниной в стиле барокко, центральный неф был лишен украшений в ходе реставрации начала XX века. Центральный неф завершается поднятым на три ступени пресбитерием с прямоугольной апсидой. В боковых нефах расположены шесть алтарей с украшениями из мрамора и светлого известняка пьетра-серена.
На контрфасаде, над порталом, мраморная балюстрада отделяет хоры, где размещался орган.
Из произведений искусства, хранящихся в церкви, самое значительное — древняя икона, изображающая Мадонну с младенцем Иисусом в окружении апостолов. Она выполнена в виде гипсового рельефа на деревянном основании, раскрашенного темперой и золотом. Традиционно её приписывали флорентийскому художнику XIII века Коппо ди Марковальдо. Однако в начале XXI века эта атрибуция была поставлена под сомнение. В ходе реставрации были проведены исследования, которые позволили отнести дату создания к XII веку.
В церкви также находится несколько захоронений, в частности, Брунетто Латини, флорентийского ученого, наставника Данте.
На протяжении нескольких веков считалось, что в храме похоронен изобретатель очков Сальвино дельи Армати. Однако в 1920 году было доказано, что и сама фигура изобретателя, и факт изобретения били результатом фальсификации XVII века.